# Медаль имени Н. К. Чупина
Меда́ль и́мени Н. К. Чупина (также Чупинская медаль) — награда, присуждаемая Свердловским краеведческим музеем персоналиям и организациям, внёсшим значительный вклад в краеведческую деятельность и научные труды по истории, географии и экономике Урала. Единственная в Свердловской области награда, учреждённая музеем.

## История
Медаль имени Н. К. Чупина, основоположника краеведения Урала, учреждена Свердловским краеведческим музеем в 1970 году в честь 100-летия основания УОЛЕ и музея при нём. Медаль вручалась на ежегодной основе с 1970 по 1984 год. После перерыва награждение возобновилось в 1995 году также ежегодно. Награда присуждается за создание научных и научно-популярных изданий, посвящённых истории Урала, за активную краеведческую деятельность.
Медаль изготовлена из бронзы, на лицевой стороне изображён портрет Н. К. Чупина, фамилия, инициалы и годы его жизни; на оборотной стороне по кругу расположена надпись «Свердловский областной краеведческий музей», в центре надпись «За заслуги по изучению Урала».
Чупинская медаль является единственной в Свердловской области наградой, учреждённой музеем.

## Порядок выдвижения и присуждения медали
Кандидаты на присуждение медали выдвигаются до 1 февраля ежегодно письменными представлениями учреждений высшего образования, науки, культуры, общественных организаций, издательств, членов научно-методического совета Свердловского краеведческого музея и лауреатов медали имени Н. К. Чупина прошлых лет. Ежегодно присуждается не более двух медалей. Повторное награждение медалью не производится.
Рассмотрение кандидатур и принятие решения проводится научно-методическим советом Свердловского краеведческого музея до 16 февраля текущего года, решение принимается простым большинством на основе тайного голосования. Вручение медали и диплома к ней проводится в торжественной обстановке и приурочивается к дню рождения (16 февраля) или дню памяти (24 апреля) Н. К. Чупина.